# Bab el-Mandeb
Bāb el-Mandeb (in arabo ﺑﺎﺏ ﺍﳌﻨﺪﺏ‎?, Bāb al-Mandab; in italiano: Porta del lamento funebre) è lo stretto che congiunge il Mar Rosso con il Golfo di Aden e quindi con l'Oceano Indiano. Ai due lati delle sue sponde si fronteggiano Gibuti, sulla costa africana e lo Yemen, nella Penisola Arabica.

## Etimologia

Mappa batimetrica del Mar Rosso con lo stretto di Bab el-Mandeb in basso a destra

Il nome dello stretto deriverebbe dalla pericolosità della sua navigazione oppure, secondo una leggenda araba ricordata dal geografo Yāqūt (XIII secolo), dal nome di un monte della costa araba, che sarebbe stato un tempo collegato al promontorio opposto della costa africana prima, che un re ne facesse eseguire il distacco, causando l'annegamento di molte persone. Secondo un'altra leggenda araba, il nome sarebbe collegato al grande numero di persone che affogarono, quando un grande terremoto provocò la separazione dell'Eritrea e di Gibuti dalla Penisola Arabica.

## Geografia
Nel punto più stretto il Bab el-Mandeb ha una larghezza complessiva di circa 30 km e separa lo Yemen (Ras Menheli) da Gibuti (Ras Siyyan). Nello stretto si trova l'isola di Perim, che divide il canale in due sezioni di ampiezza notevolmente differente. Il canale più piccolo, quello orientale, è detto Bab Iskander ("Porta di Alessandro") ed è largo circa 3 km e ha una profondità massima di 16 braccia (30 m). Il più vasto canale occidentale, che è la sezione effettivamente utilizzata per il transito delle navi, viene chiamato Dact el-Mayun (Daqqat al-Māyyūn), e ha una larghezza di circa 25 km e una profondità massima di 170 braccia (310 m).
Vicino alla costa di Gibuti si trova un piccolo gruppo di isole conosciute come le "Isole dei Sette Fratelli".
Il Bab-el-Mandeb funziona da collegamento strategico tra l'Oceano Indiano e il Mar Mediterraneo attraverso il Mar Rosso e il Canale di Suez. Si stima che nel 2006 il quantitativo giornaliero di petrolio movimentato attraverso lo stretto su navi cisterna, sia ammontato a circa 3,3 milioni di barili (520.000 m³), su un totale mondiale di circa 43 milioni di barili al giorno (6.800.000 m³).
Il Bab el-Mandeb è anche un sub-regione della Lega araba, che comprende Gibuti, Yemen e Somalia.

## Storia
Secondo l'ipotesi sull'origine africana dell'Homo sapiens, attraverso lo stretto di Bab-el-Mandeb potrebbero essere passate le prime migrazioni di esseri umani moderni. Si presume che a quel tempo gli oceani fossero molto meno profondi e gli stretti avessero acque basse o fossero addirittura in secca, consentendo così una serie di migrazioni lungo la costa meridionale dell'Asia.
Secondo la tradizione della Chiesa ortodossa etiope, lo stretto di Bab el-Mandeb vide le prime migrazioni delle popolazioni semitiche di lingua Ge'ez in Africa, avvenute attorno al 1900 a.C. all'epoca del patriarca Giacobbe.
Successivamente il Regno di Axum divenne una grande potenza regionale nel Corno d'Africa, estendendo il suo dominio attraverso lo stretto con la conquista di Himyar poco prima della nascita dell'Islam. Nel 1799, l'isola di Perim fu unilateralmente occupata dal Regno Unito a nome del suo Impero anglo-indiano. Il dominio fu riaffermato nel 1857 e nel 1861 vi fu costruito un faro per regolare il traffico commerciale marittimo attraverso il Mar Rosso e il Canale di Suez.

### Ponte sul Mar Rosso
Il 22 febbraio del 2008, una società di proprietà di Tarek bin Laden (fratellastro di Osama bin Laden) annunciò di voler costruire un ponte denominato Ponte dei Corni che, attraversando lo stretto, doveva collegare lo Yemen con Gibuti. Il ponte attraverso il Mar Rosso doveva essere costruito dalla Middle East Development LLC e sarebbe stato il più lungo ponte sospeso nel mondo.
Il progetto era stato assegnato alla società di ingegneria danese COWI in collaborazione con lo studio di architettura danese Dissing Weitling. Nel 2010 fu annunciato che la Fase 1 del progetto veniva rinviata, e dopo di allora non ci si sono stati altri aggiornamenti sul progetto.

## Demografia
| Bab el-Mandeb: |                  |                         |                   |            |         |                            |
| Nazione        | Superficie (km²) | Popolazione (2013 est.) | Densità (per km²) | Capitale   | PIL     | PIL pro capite (PPP) $ USD |
| Gibuti         | 23,200           | 792,198                 | 96.4              | Gibuti     | $2.379  | $2,676                     |
| Somalia        | 637,657          | 10,251,568              | 16.1              | Mogadiscio | $5,896  | $600                       |
| Yemen          | 527,829          | 23,833,000              | 44.7              | Sana'a     | $58,202 | $2,249                     |
| Totale         | 1,188,686        | 34,876,766              | 29.3 / km²        | Varie      | $66,477 | $1841                      |